# Schorsmos-klasse
De schorsmos-klasse (Hypogymnietea) is een klasse van syntaxa die ombrotrafente, epifytische korstmossenvegetatie omvat op basenarme, ruwe schors in milieus met een schone lucht.

## Naamgeving en codering
| Usneetea Mattick 1951              |
| Hypogymnietea physodis Follm. 1974 |

- Syntaxoncode voor Nederland (rVvN): r52

De wetenschappelijke naam Hypogymnietea physodis is afgeleid van de botanische naam van gewoon schorsmos (Hypogymnia physodes), een belangrijk kensoort van de klasse.

## Onderliggende syntaxa in Nederland
De schorsmos-klasse wordt in Nederland vertegenwoordigd door twee orden. Daarnaast worden er in Nederland vier rompgemeenschappen uit deze klasse onderscheiden.
- schorsmos-klasse (Hypogymnietea)
  - schorsmos-orde (Hypogymnietalia physodo-tubulosae)
    - schorsmos-verbond (Hypogymnion physodis)
      - associatie van gebogen schildmos (Hypotrachynetum revolutae)
      - avocadomos-associatie (Parmeliopsidetum ambiguae)
      - ananaskorst-associatie (Pertusarietum amarae)
      - spijkerdrager-associatie (Protoparmelietum oleaginae)
      - associatie van purper geweimos (Pseudovernietum furfuraceae)
      - baardmos-associatie (Usneetum filipendulae)

  - orde van groene schotelkorst (Lecanoretalia conizaeoidis)
    - verbond van groene schotelkorst (Lecanorion conizaeoidis)
      - associatie van groene schotelkorst (Lecanoretum conizaeoidis)

- rompgemeenschap met eikenmos (RG Evernia prunastri-[Hypogymnietea])
- rompgemeenschap met gesnaveld klauwtjesmos (RG Hypnum cupressiforme-[Hypogymnietea])
- rompgemeenschap met houtschotelkorst (RG Lecanora saligna-[Hypogymnietea/Cladonio-Lepidozietea]
- rompgemeenschap met gewoon schildmos (RG Parmelia sulcata-[Hypogymnietea]

## Fauna
De vegetatie van de schorsmos-klasse vormt voor tal van kleine dieren een belangrijke plek in hun habitat, zoals voor springstaartsoorten en de grauwbruine dennensnuitkever.